# Babs Gonzales

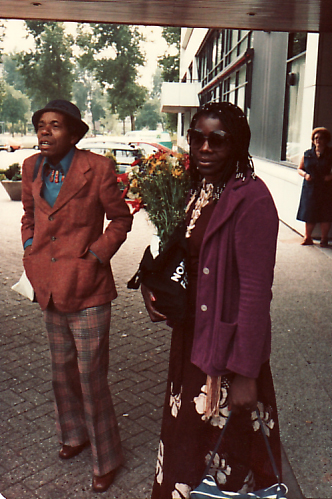
Babs Gonzales und Salome Bey

Babs Gonzales (* 27. Oktober 1919 in Newark, New Jersey als Lee Brown; † 23. Januar 1980 ebenda) war ein US-amerikanischer Sänger des Bebop.

## Leben und Wirken
Gonzales lernte Klavier und Schlagzeug zu spielen und begann 1939 als Begleitmusiker in Gesangsgruppen zu arbeiten; er sang auch bei Benny Goodman. Er schrieb auch Arrangements z. B. für Lionel Hampton. Bekannt wurde er als Bebop-Sänger im Vocalese-Stil mit seiner 1946 mit Tadd Dameron gegründeten Gesangsgruppe Babs Three Bips and a Bop, mit denen er u. a. Ornithology von Charlie Parker, Weird Lullaby bzw. Lullaby of the Doomed, Prelude to a Nightmare, Professor Bop und Oop-Pop-A-Da (eine Eigenkomposition, auch von Dizzy Gillespie aufgenommen) bei Blue Note (1946 bis 1949) aufnahm. Seine Gruppe bestand bis 1949. Um 1950 nahm er auch für Capitol auf (Boptionary). Danach war er Disc-Jockey und von 1950 bis 1953 Sänger und Road-Manager für den Saxophonisten James Moody.
Zeitweise arbeitete er Ende der 1940er Jahre auch in Hollywood, trug einen Turban und nannte sich Ram Singh oder Ricardo Gonzales (um nicht als Schwarzer in Hotels diskriminiert zu werden) und arbeitete als Chauffeur für Errol Flynn. Er nahm mit Art Pepper, Wynton Kelly, Jimmy Smith, Bennie Green (auf Soul Stirrin, ebenfalls von Gonzales, Blue Note 1958), Sonny Rollins (auf dessen erster Platte 1949), Johnny Griffin auf und trat auch selbst häufiger in Europa auf, z. B. als einer der ersten Amerikaner 1962 bei Ronnie-Scott’s in London. Er galt als Original und unermüdlicher Promoter des Jazz. 1960 erschien auf dem kleinen Label Jaro sein Album Tales of Manhattan.
Gonzales veröffentlichte drei Autobiografien (I paid my Dues- good times, No Bread 67, Movin on down the line 75) und versuchte sich auch als Beat-Poet. Er ist ein Cousin des Pianisten Teddy Brannon.